# Monetarismus
Monetarismus je ekonomická teorie zdůrazňující význam peněz včetně jejich samoregulační funkce a odmítající státní zásahy do ekonomiky. Tato teorie tvrdí, že rozdíly v zásobě peněz zásadně ovlivňují národní produkci v krátkodobém časovém úseku a dlouhodobě cenové hladiny.

## Výklad pojmu
Autorství názvu monetarismus (odvozeno od latinského moneta – mince) se připisuje americkému ekonomovi Karlu Brunnerovi, který jej poprvé použil v roce 1968.
Monetarismus patří jednoznačně k liberálním směrům, zdůrazňujícím laissez faire (heslo klasického liberalismu vyjadřující požadavek, aby hospodářskému dění byla ponechána volnost a aby zejména stát do něho nezasahoval). Z jistého úhlu pohledu, konkrétněji jde o rakouskou školu, však je monetarismus skutečné liberální filozofii stále velmi vzdálen.
Za nejvýznamnější osobnost monetarismu je považován americký ekonom Milton Friedman.
Jako další významné osobnosti zabývající se monetarismem lze označit teoretiky spojené s chicagskou školou, kam mimo Friedmana patří H. G. Johnson a A. J. Schwartzová. Další koncepce monetarismu zpracovali také A. H. Meltzer, K. Brunner a J. Jordan. Společným elementem jejich koncepcí je důraz na úlohu peněz a monetární politiky a kritika Keynese a jeho forem státního intervencionismu. Kriticky se však zaměřují především na rozpočtovou politiku orientovanou na regulaci agregátní poptávky, která souvisí s keynesovskou politikou plné zaměstnanosti.
Vedle výše uvedené teorie (označované jako monetarismus I) se v poněkud širším vymezení zařazuje také nová klasická makroekonomie (někdy označovaná jako monetarismus II). Ta vzešla z friedmanovského monetarismu a sdílí s ním velké množství prvků, které však obohacuje o významné nové složky (zejména hypotézu racionálních očekávání).
Oproti americkým monetaristům se evropští, zejména pak britští monetaristé, více soustředili na problematiku otevřené ekonomiky, zejména pak měnových kurzů. Monetaristé upřednostňují plovoucí kurzy.
Tento směr je nejstarší a nejvlivnější z neokonzervativních teorií. Někdy bývá označován jako monetarismus I nebo friedmanovský monetarismus. Počátky této teorie spadají do poloviny 50. let, nejvíce byla rozpracovávána v 60. a 70. letech a v první polovině 80. let měla významný vliv na politiku mnoha zemí. Od druhé poloviny 80. let vliv monetarismu slábne, přesto je nadále využívána řada jeho koncepcí.
Monetarismus vychází hlavně z kvantitativní teorie peněz. Podle Friedmana můžeme položit mezi tyto dvě věci rovnítko. Zde je také veden hlavní spor s neokeynesiánci, kteří obhajují fiskalismus. Monetaristé tvrdí, že peníze jsou příčinou změn v ekonomice, zato keynesiánci předpokládají pravý opak. To je, že peníze jsou výsledkem činnosti v ekonomice.
Základní důraz kladli monetaristé na nabídku peněz, kterou považovali za hlavní faktor růstu a možné nestability. Poptávka po penězích je funkcí několika proměnných a je stabilní. Řízení měnového agregátu je základním předpokladem stability a ekonomického růstu. Růst peněžní zásoby měl být stejný jako vývoj potenciálního produktu. Při tomto řízení měnového agregátu je třeba stanovit stabilní a transparentní dlouhodobá pravidla.

## Friedmanovský monetarismus
Milton Friedman začal základy své teorie formulovat již v 50. letech a dále ji rozšiřoval především v 60. letech a na počátku 70. let. Jak už bylo výše zmíněno, byla jeho osoba spjata s novou chicagskou školou, která svým hospodářským liberalismem navazuje na starší tradici předválečné chicagské školy, na niž se sám odvolával a s níž jsou spjaty jména jako H. Simons, F.H, Knight a J. Viner.
Friedman proslul i svými jasně vymezenými názory na problémy, se kterými se potýká metodologie v ekonomii. Za metodologické řešení považoval pojetí předmětu a metody ekonomické teorie v pozitivistickém duchu, k čemuž ho inspirovala neopozitivistická filozofie K. Poppera. Cílem teorie je dle Friedmana poskytnutí přehledu obecných tvrzení, jež slouží k definování správných předpovědí. Tyto teoretické definice nelze zavrhovat či akceptovat předem, správnost teorie může potvrdit nebo vyvrátit pouze prokazatelnost empirickými fakty. Je potřeba proto upřednostnit jednak ty nejjednodušší hypotézy a zároveň ty, jež podávají ty nejpřesnější předpovědi. Tento Friedmanův metodologický postoj objasňuje jeho tendenci se věnovat empirickému vývoji, v čemž lze spatřit i vliv A. Marshalla. V souvislosti s tímto patří mezi nejdůležitější díla friedmanovského monetarismu práce Monetární historie USA a Relativní stabilita rychlosti peněžního oběhu a investiční multiplikátor v USA z roku 1963. Jádrem jejich koncepce byla díla, jež Friedman napsal koncem 40. a během 50. let a kde definoval klíčová východiska své vlastní monetaristické teorie.
I přestože Friedmanovo učení bere na vědomí genezi keynesovské teorie a využívá velké množství Keynesových pojmů, keynesovskou ekonomii jako celek hodnotí spíše kriticky a odmítavě. Dle jeho názoru funguje tržní systém převážně vnitřně stabilně a má kapacitu k obnovení své rovnováhy, která je výsledným projevem vlivu tržních sil. Zásahy ze strany státu však mají tendenci tento spontánní (přirozený) balanc narušovat. Potřebnost státních zásahů do ekonomiky a nedocenění role peněz patří k Friedmanovým hlavním námitkám vůči keynesovské ekonomii.
Hlavním znakem Friedmanova monetarismu je kauzální souvislost mezi mírou růstu množství peněz v oběhu a mírou růstu nominálního důchodu. Spojitost mezi množstvím peněz v oběhu a nominálním národním důchodem je dle něj výrazně silnější než mezi národním důchodem a investicemi. Dalším jeho zásadním tvrzením je idea existence časových zpoždění mezi změnou množství peněz v oběhu a změnou nominálního národního důchodu. Jinými slovy, nabídka peněz v minulosti determinuje, v jaké situaci se nachází nominální národní důchod v současné době. Tyto změny jako první postihnou reálný národní důchod (většinou za 6–9 měsíců) a až potom se (za dalších 6–9 měsíců) reflektují v cenách. Podle Friedmana je inflace výsledkem nepoměru, kdy nabídka peněz roste rychleji než reálný národní důchod.
Friedman považoval inflaci za čistě peněžní jev a tvrdil, že je potřeba proti ní bojovat. Kritizoval keynesiánce za vyvolávání inflačních tlaků. Na rozdíl od keynesiánců, kteří jako nástroj měnové politiky považovali řízení úrokové míry, preferují monetaristé kontrolu množství peněz v oběhu. Monetaristé chtějí malý stát a poukazují na nebezpečí státních zásahů. Pokud vláda zvyšuje své výdaje a financuje to půjčkami od domácích osob, tak pouze vytlačuje soukromé výdaje. K růstu inflace dochází tehdy, jsou-li vládní výdaje financovány zvyšováním peněžní zásoby.
Friedman také upravil myšlenku Phillipsovy křivky. Tvrdil, že Phillipsova křivka tak, jak ji popsal William Phillips, funguje pouze v krátkém období. V dlouhém období je tato křivka vertikální. Tuto myšlenku obhajuje na příkladu, kdy vláda pomocí fiskálních a monetárních nástrojů stimuluje poptávku s cílem snížit přirozenou míru nezaměstnanosti. Krátkodobě se nezaměstnanost sníží, ale po rozplynutí peněžní iluze, zhruba 6 až 9 měsíců, se vrací nezaměstnanost do normálního stavu. Peněžní iluze znamená, že lidé mají pocit, že jim vzrostl reálný důchod a proto nabízí více práce, což se v dlouhém období ukáže jako omyl, protože lidem narostl pouze nominální, nikoliv reálný důchod. Na druhé straně inflační očekávání si lidé zabudovali do svých požadavků a vzniká takzvaný jev setrvačné inflace. Z toho plyne závěr, že v dlouhém období není možné volit mezi velikostí nezaměstnanosti a inflace. Zvýšením inflace nelze snížit nezaměstnanost.